# Brian Sanford
Brian Sanford (Hartford, 12 settembre 1987) è un giocatore di football americano statunitense attualmente free agent della National Football League (NFL). Al college giocò a football alla Temple University.

## Carriera professionistica

### Cleveland Browns
Sanford firmò il 17 maggio come free agent coi Cleveland Browns, dopo non essere stato scelto nel draft NFL 2010, un contratto triennale per un totale di 1,32 milioni di dollari. Fu svincolato il 4 settembre ma firmò nuovamente il giorno successivo per fare parte della squadra di allenamento. Il 13 novembre venne promosso in prima squadra ma nelle restanti 8 partite non disputò alcuna partita. Il 3 settembre 2011 venne ancora svincolato per poi tornare il giorno seguente con la squadra d'allenamento. Il 29 novembre venne promosso in prima squadra e debuttò come professionista il 4 dicembre contro i Baltimore Ravens. A fine della stagione regolare scese in campo cinque volte, mai come titolare.
Nel 2012, Sanford trascorse le prime sette gare della stagione nella squadra di allenamento prima di essere promosso il 27 ottobre. La sua esperienza ai Browns si concluse con 6 presenze e 5 tackle. Il 19 agosto 2013, Sanford fu scambiato coi Seattle Seahawks per l'offensive lineman John Moffitt ma poco dopo i Browns annullarono lo scambio per dubbi sulle condizioni fisiche di Moffitt. Il 31 luglio venne svincolato.

### Oakland Raiders
Il 1º settembre, Sanford firmò con gli Oakland Raiders, ma dopo 4 partite di cui una da titolare con 7 tackle all'attivo venne svincolato il 26 ottobre per far posto in squadra a Jack Cornell. Il 30 rifirmò con i Raiders. Venne nuovamente svincolato il 9 novembre. Dopo 4 giorni rifirmò con la prima squadra dei Raiders. Il 16 dello stesso mese venne svincolato per far posto in squadra a Tyler Wilson. Dopo altri 4 giorni venne nuovamente rifirmato. Il 7 dicembre venne svincolato per la quarta volta in stagione.

## Vittorie e premi
Nessuno

## Statistiche
| Partite totali      | 11  |
| Partite da titolare | 1   |
| Tackle totali       | 12  |
| Sack                | 0,0 |
| Intercetti          | 0   |
| Fumble forzati      | 0   |
| Fumble recuperati   | 0   |
| Passaggi deviati    | 0   |

Statistiche aggiornate all'8 dicembre 2013